# Nové Mesto nad Váhom
Nové Mesto nad Váhom (in tedesco Neustadt an der Waag, Neustadtl, Waag-Neustadtl, Waagneustadtl o Waag-Neustadt; in ungherese Vágújhely o Vág-Újhely) è una città della Slovacchia, capoluogo del distretto omonimo, nella regione di Trenčín.